# Carex athrostachya
Carex athrostachya är en halvgräsart som beskrevs av Stephen Thayer Olney. Carex athrostachya ingår i släktet starrar, och familjen halvgräs. Inga underarter finns listade i Catalogue of Life.

## Bildgalleri

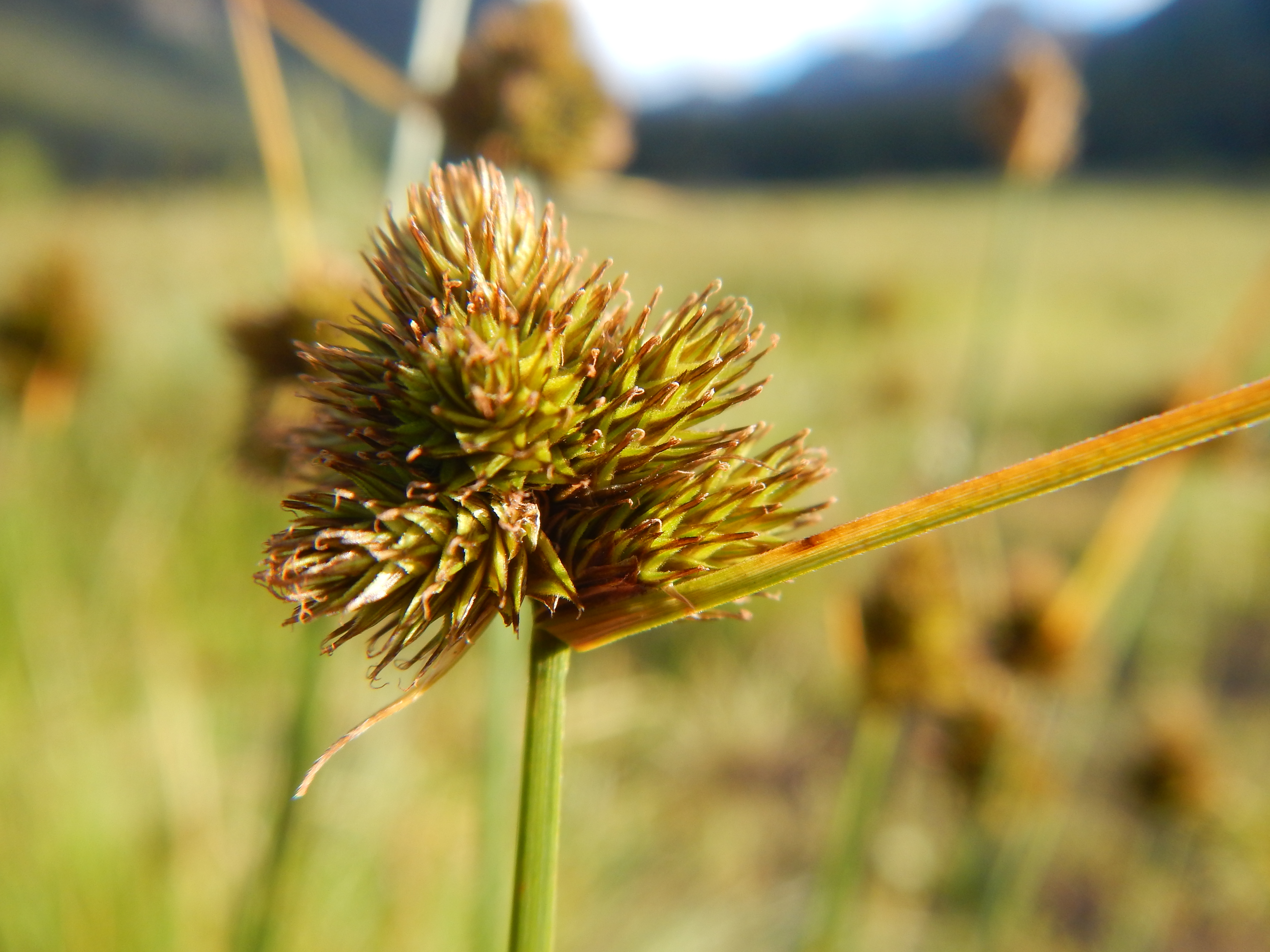